# Nemoscolus affinis
Nemoscolus affinis är en spindelart som beskrevs av Roger de Lessert 1933. Nemoscolus affinis ingår i släktet Nemoscolus och familjen hjulspindlar.
Artens utbredningsområde är Kongo. Inga underarter finns listade i Catalogue of Life.